# Afspændingspædagogik
Etableringen af den offentligt anerkendte professionsbacheloruddannelse i afspændingspædagogik og psykomotorik går tilbage til midten af 1940’erne, hvor fagets grundlæggere Gerda Alexander, Marussia Bergh og Ingrid Prahm indledte forhandlinger med Sundhedsstyrelsen om at anerkende afspænding som fag. Uddannelsen til afspændingspædagog startede i 1943 som en 3-årig uddannelse udbudt fra private uddannelsesinstitutioner. Uddannelsen igangsattes ud fra et ønske om at finde nuancerede måder at arbejde med sammenhængen mellem krop, personlighed og samfund. Fagets oprindelige inspiration kom dels fra skuespilleres og balletdanseres arbejde med krop, bevægelse og afspænding, dels fra psykoanalysen, psykiatrien og fra fysiurgi og neurologi.
I 1982 blev uddannelsen godkendt som privat udbudt SU-berettiget mellemlang videregående uddannelse, og siden 2002 er den blevet udbudt som offentlig 3½-årig mellemlang videregående uddannelse, der berettiger til titlen Professionsbachelor i afspændingspædagogik og psykomotorik. Den engelske titel er Bachelor in Relaxation and Psychomotor Therapy.
I Europa er det afspændingspædagogiske og psykomotoriske arbejde samlet i Europæisk Forum for Psykomotorik, etableret i 1986 med bl.a. Danske Afspændingspædagoger, DAP som initiativtager samt femten medlemslande. EFP er en høringsberretiget organisation for EU kommissionen i anliggender vedrørende afspænding og psykomotorik.
OIPR er den internationale organisation for afspændingspædagogik og psykomotorik. OIPR har hovedsæde i Paris.